# Велика награда Сједињених Америчких Држава 2021.
Велика награда Сједињених Држава 2021. званично позната као Формула 1 Арамко Велика награда Сједињених Држава 2021 (енгл. Formula 1 Aramco United States Grand Prix 2021) одржана је 24. октобра 2021. на стази Америка у америчком граду Остин, у савезној држави Тексас. Трка је била 17. рунда светског шампионата Формуле 1 2021. и 50. трка за Велику награду Сједињених Држава, а 42. пут да је трка вођена као догађај светског шампионата од прве сезоне — 1950. и 9. пут да је одржана на стази Америка у Остину.

## Позадина
Трка се вратила након што је отказана 2020. због пандемије КОВИД-19. Постоји 20% ризика од кише за квалификације и 40% за трку. Од ове трке па надаље, сва времена на тренингу постављена током жутих застава биће избрисана. Последње две трке серије В 2021. треба да се одрже као додатне трке за Велику награду. Ово је девети пут да је Остин домаћин Велике награде Формуле 1. Нека ограничења приступа падоку у вези са пандемијом КОВИД-19 смањена су почевши од овог догађаја.

### Возачки шампионат пре трке
Након што је завршио као други на претходној Великој награди Турске, Макс Верстапен води у шампионату возача испред Луиса Хамилтона са 6 бодова, Верстапен са 262,5 и Хамилтон са 256,5. Иза њих, на трећем месту је Валтери Ботас са 177 бодова. Ландо Норис заостаје за њим 32 поена, а Серхио Перез за Норисом 10 поена. У конструкторима Мерцедес води Ред була са 36 поена разлике. Иза њих, Макларен води испред Ферарија на трећем месту за 7,5 са 240 бодова предоности, а Алпина иза њих на петом месту са 104 бода.

### Учесници
Возачи и тимови су били исти као на листи за пријаву сезоне без додатних резервних возача за трку.
Главни спонзор Ферарија, ''Mission Winnow'', вратио се на ову трку. Назив и лого спонзора користио је Ферари на ВН Бахреина, Емилије Ромање, Португала, Шпаније, Монака, Азербејџана и Русије али из правних разлога нису коришћени ни у једној трци од Велике награде Француске до Велике награде Италије, укључујући Велику награду Турске, из правних разлога.

### Избор гума
Једини добављач гума Пирели доделио је Ц2, Ц3 и Ц4 смеше гума које ће се користити у трци.

## Тренинзи
Први тренинг је почео у 11:30 по локалном времену (UTC-5) у петак, 22. октобра. Валтери Ботас је био најбржи у трнингу, испред Луиса Хамилтона и Макса Верстапена. Други тренинг је почео у 15:00 по локалном времену, такође у петак, а завршио се са најбржим Серхиом Перезом испред Ланда Нориса и Хамилтона. Трећи тренинг почео је у суботу у 13:00 по локалном времену.

## Квалификације
Квалификације су почеле у 16:00 по локалном времену (UTC-5) у суботу, 23. октобра, а температура стазе била је око 37 °C. Пре квалификација Ред бул је направио измене на задњим крилима својих болида након што је на једном од њих пронађена пукотина. Верстапен се квалификовао на пол. Хамилтон се квалификовао као други, петину секунде спорији од Верстапена. Перез се квалификовао као трећи, док се Ботас квалификовао као четврти, иако има казну од пет места на старту.

### Квалификациона класификација
| Поз.   | Бр. | Возач             | Конструктор  | Квалификациона времена | Квалификациона времена | Квалификациона времена | Стартна позиција |
| Поз.   | Бр. | Возач             | Конструктор  | К1                     | К2                     | К3                     | Стартна позиција |
| ------ | --- | ----------------- | ------------ | ---------------------- | ---------------------- | ---------------------- | ---------------- |
| 1      | 33  | Макс Верстапен    | Ред бул      | 1:34,352               | 1:33,464               | 1:32,910               | 1                |
| 2      | 44  | Луис Хамилтон     | Мерцедес     | 1:34,579               | 1:33,797               | 1:33,119               | 2                |
| 3      | 11  | Серхио Перес      | Ред бул      | 1:34,369               | 1:34,178               | 1:33,134               | 3                |
| 4      | 77  | Валтери Ботас     | Мерцедес     | 1:34,590               | 1:33,959               | 1:33,475               | 91               |
| 5      | 16  | Шарл Леклер       | Ферари       | 1:34,153               | 1:33,928               | 1:33,606               | 4                |
| 6      | 55  | Карлос Саинз      | Ферари       | 1:34,558               | 1:34,126               | 1:33,792               | 5                |
| 7      | 3   | Данијел Рикијардо | Макларен     | 1:34,407               | 1:34,643               | 1:33,808               | 6                |
| 8      | 4   | Ландо Норис       | Макларен     | 1:34,551               | 1:33,880               | 1:33,887               | 7                |
| 9      | 10  | Пјер Гасли        | Алфа Таури   | 1:34,567               | 1:34,583               | 1:34,118               | 8                |
| 10     | 22  | Јуки Цунода       | Алфа Таури   | 1:35,360               | 1:35,137               | 1:34,918               | 10               |
| 11     | 31  | Естебан Окон      | Алпин        | 1:35,747               | 1:35,377               | N/A                    | 11               |
| 12     | 5   | Себастијан Фетел  | Астон Мартин | 1:35,281               | 1:35,500               | N/A                    | 182              |
| 13     | 99  | Антонио Ђовинаци  | Алфа Ромео   | 1:35,920               | 1:35,794               | N/A                    | 12               |
| 14     | 14  | Фернандо Алонсо   | Алпин        | 1:35,756               | 1:44,549               | N/A                    | 193              |
| 15     | 63  | Џорџ Расел        | Вилијамс     | 1:35,746               | N/A                    | N/A                    | 204              |
| 16     | 18  | Ланс Строл        | Астон Мартин | 1:35,983               | N/A                    | N/A                    | 13               |
| 17     | 6   | Николас Латифи    | Вилијамс     | 1:35,995               | N/A                    | N/A                    | 14               |
| 18     | 7   | Кими Рејкенен     | Алфа Ромео   | 1:36,311               | N/A                    | N/A                    | 15               |
| 19     | 47  | Мик Шумахер       | Хас          | 1:36,499               | N/A                    | N/A                    | 16               |
| 20     | 9   | Никита Мазепин    | Хас          | 1:36,796               | N/A                    | N/A                    | 17               |
| Извор: |     |                   |              |                        |                        |                        |                  |

Напомена
- ^1  – Валтери Ботас је добио казну од пет места на старту за нови мотор са унутрашњим сагоревањем.[20]
- ^2  – Себастијан Фетел је морао да почне трку из последњег реда због прекорачења своје квоте елемената агрегата.[20]
- ^3  – Фернандо Алосно је морао да почне трку из предпоследњег реда због прекорачења своје квоте елемената агрегата.[21]
- ^4  – Џорџ Расел је морао да почне трку као последњи због прекорачења своје квоте елемената агрегата.[20]

## Трка
Трка је почела у 14:00 по локалном времену (УТЦ−05:00) у недељу, 24. октобра и возила се педесет шест кругова.

### Тркачка класификација
| Поз.                                                        | Бр. | Возач             | Конструктор  | Кругова | Време/Разлика | Место | Поени |
| ----------------------------------------------------------- | --- | ----------------- | ------------ | ------- | ------------- | ----- | ----- |
| 1                                                           | 33  | Макс Верстапен    | Ред Бул      | 56      | 1:34:36,552   | 1     | 25    |
| 2                                                           | 44  | Луис Хамилтон     | Мерцедес     | 56      | +1,333        | 2     | 191   |
| 3                                                           | 11  | Серхио Перес      | Ред Бул      | 56      | +42,223       | 3     | 15    |
| 4                                                           | 16  | Шарл Леклер       | Ферари       | 56      | +52,246       | 4     | 12    |
| 5                                                           | 3   | Данијел Рикијардо | Макларен     | 56      | +1:16,854     | 6     | 10    |
| 6                                                           | 77  | Валтери Ботас     | Мерцедес     | 56      | +1:20,128     | 9     | 8     |
| 7                                                           | 55  | Карлос Саинз      | Ферари       | 56      | +1:23,545     | 5     | 6     |
| 8                                                           | 4   | Ландо Норис       | Макларен     | 56      | +1:24,395     | 7     | 4     |
| 9                                                           | 22  | Јуки Цунода       | Алфа Таури   | 55      | +1 круг       | 10    | 2     |
| 10                                                          | 5   | Себастијан Фетел  | Астон Мартин | 55      | +1 круг       | 18    | 1     |
| 11                                                          | 99  | Антонио Ђовинаци  | Алфа Ромео   | 55      | +1 круг       | 12    |       |
| 12                                                          | 18  | Ланс Строл        | Астон Мартин | 55      | +1 круг       | 13    |       |
| 13                                                          | 7   | Кими Рејкенен     | Алфа Ромео   | 55      | +1 круг       | 15    |       |
| 14                                                          | 63  | Џорџ Расел        | Вилијамс     | 55      | +1 круг       | 20    |       |
| 15                                                          | 6   | Николас Латифи    | Вилијамс     | 55      | +1 круг       | 14    |       |
| 16                                                          | 47  | Мик Шумахер       | Хас          | 54      | +2 круг       | 16    |       |
| 17                                                          | 9   | Никита Мазепин    | Хас          | 54      | +2 круг       | 17    |       |
| Оду                                                         | 14  | Фернандо Алонсо   | Алпин        | 49      | Задње крило   | 19    |       |
| Оду                                                         | 31  | Естебан Окон      | Алпин        | 40      | Механички     | 11    |       |
| Оду                                                         | 10  | Пјер Гасли        | Алфа Таури   | 14      | Суспензија    | 8     |       |
| Најбржи круг: Луис Хамилтон (Мерцедес) – 1:38,485 (круг 41) |     |                   |              |         |               |       |       |
| Извор:                                                      |     |                   |              |         |               |       |       |

Напомена
- ^1  – Укључује један бод за најбржи круг.

## Поредак шампионата после трке
|           | Поз. | Возач          | Поени |
| --------- | ---- | -------------- | ----- |
| Unchanged | 1    | Макс Верстапен | 287.5 |
| Unchanged | 2    | Луис Хамилтон  | 275.5 |
| Unchanged | 3    | Валтери Ботас  | 185   |
| 1         | 4    | Серхио Перез   | 150   |
| 1         | 5    | Ландо Норис    | 149   |

|           | Поз. | Конструктор | Поени |
| --------- | ---- | ----------- | ----- |
| Unchanged | 1    | Мерцедес    | 460.5 |
| Unchanged | 2    | Ред Бул     | 437.5 |
| Unchanged | 3    | Макларен    | 254   |
| Unchanged | 4    | Ферари      | 250.5 |
| Unchanged | 5    | Алпин       | 104   |

- Напомена: Укључено је само првих пет позиција за оба поретка.